# پیرین
پیرین (به لاتین: Pirin) یک رشته‌کوه در بلغارستان است. پیرین ۲٬۹۱۵ متر بالاتر از سطح دریا واقع شده‌است.

## نگارخانه

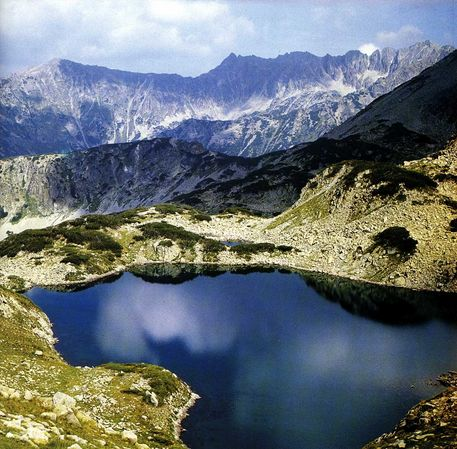
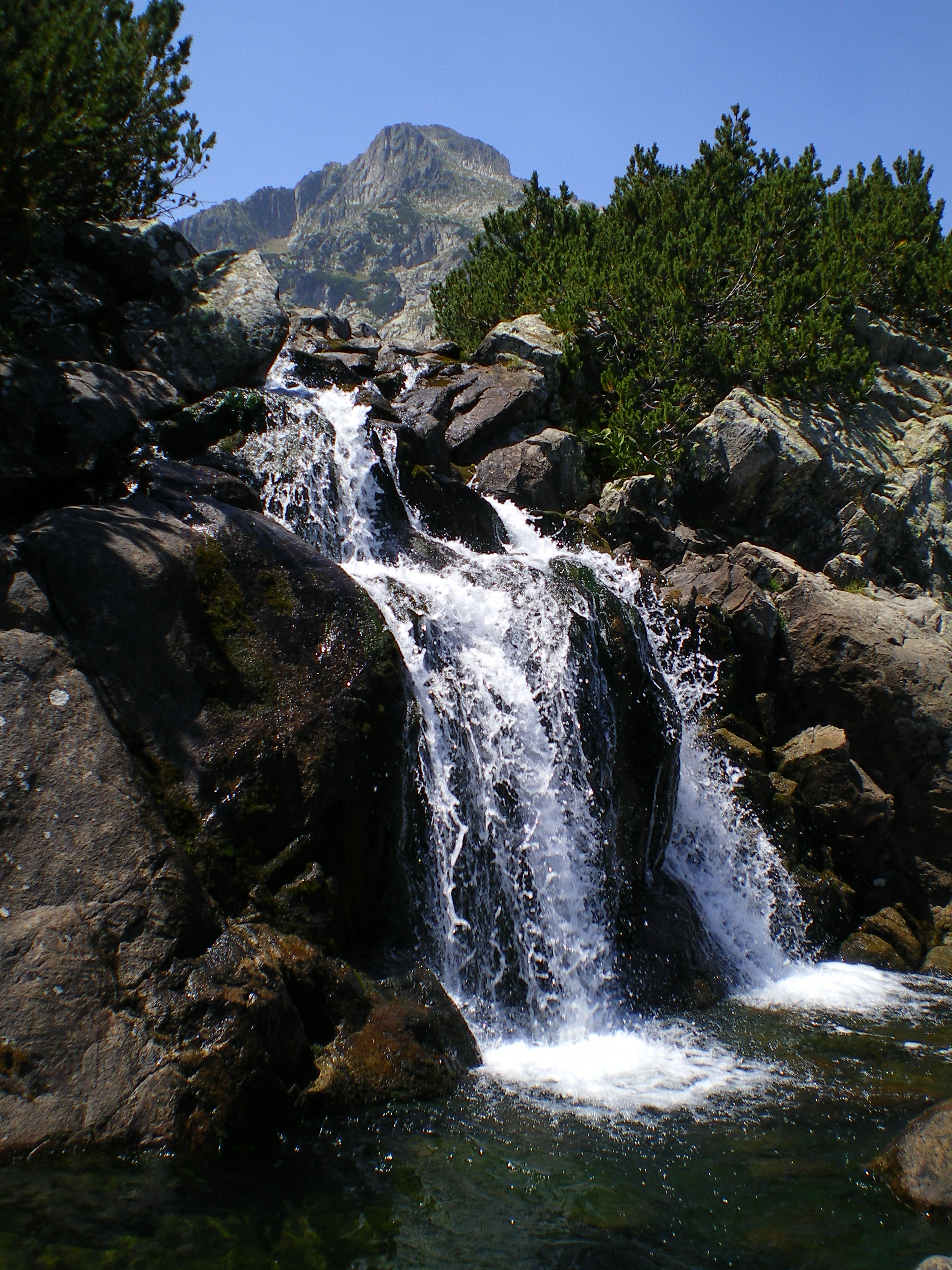
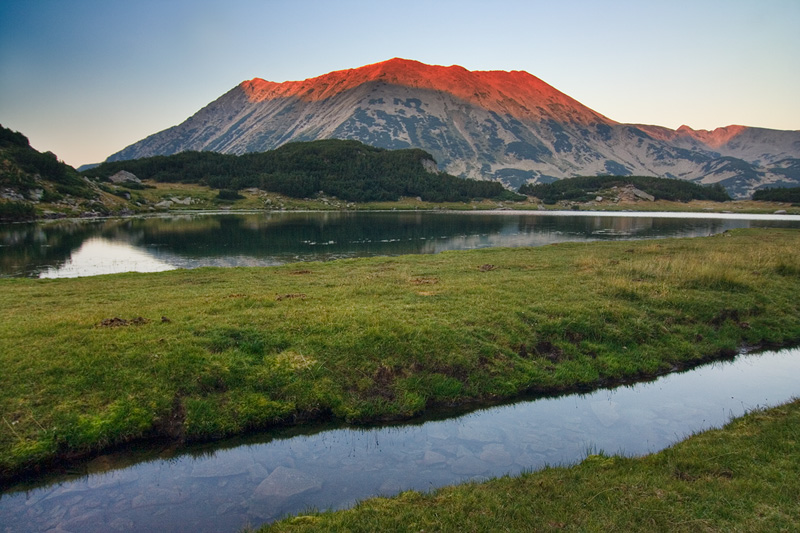
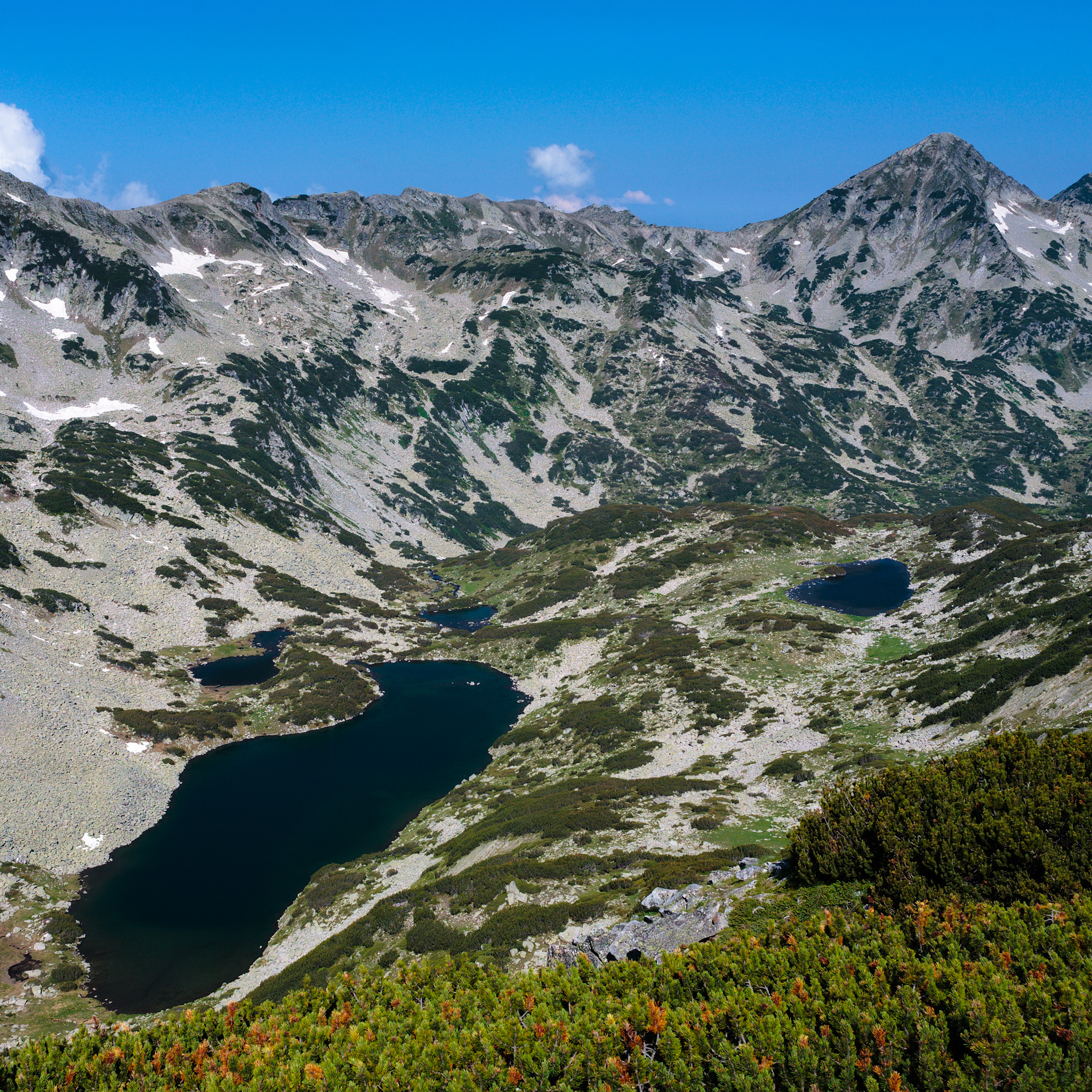
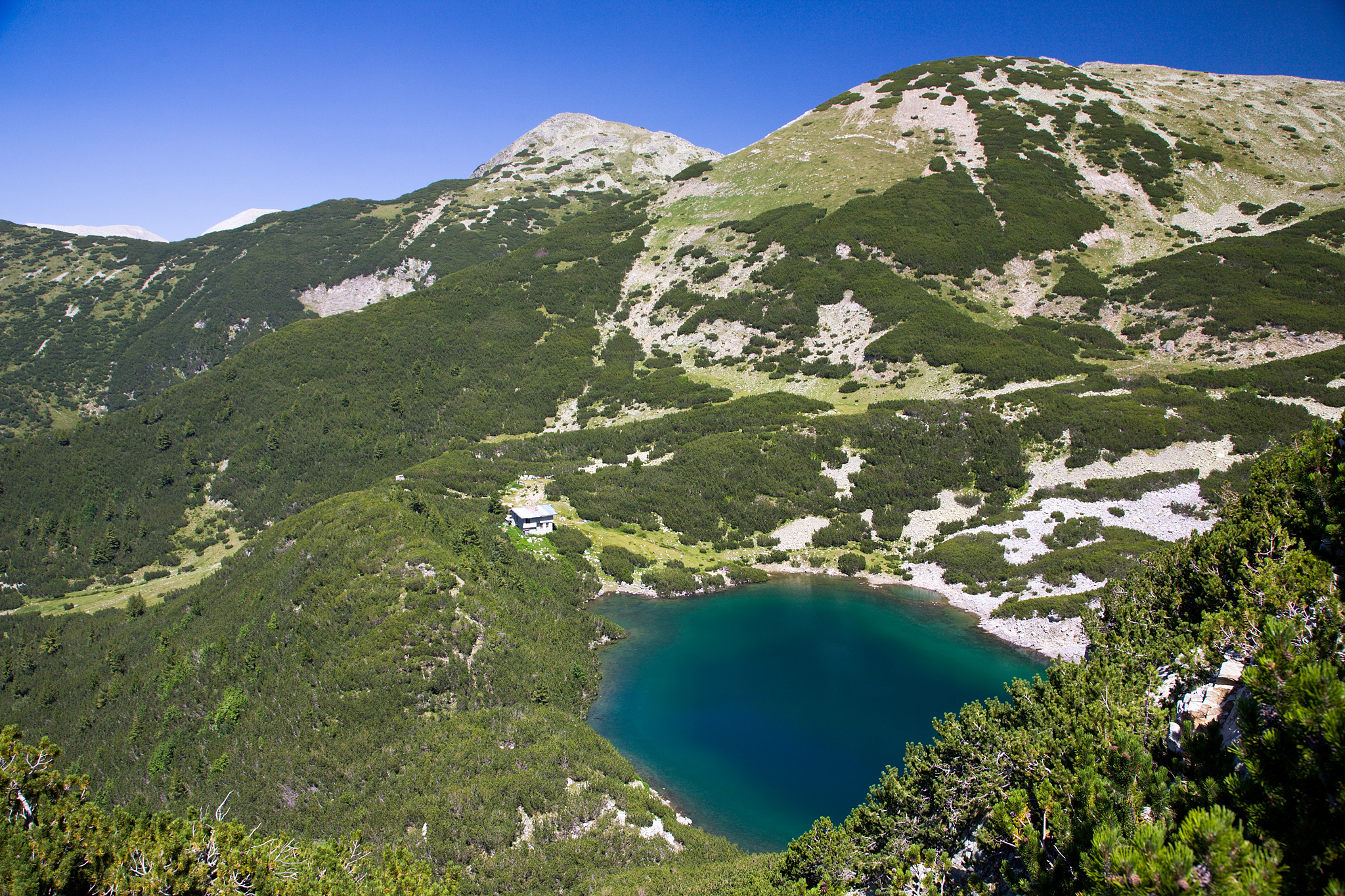
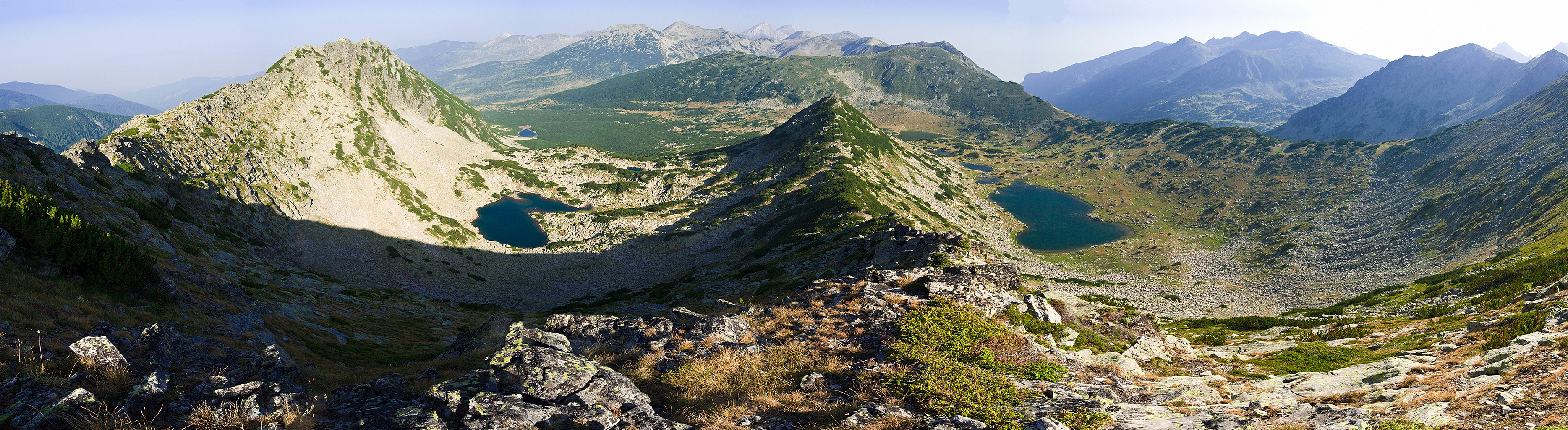